# Riksförbundet Kristen Fostran
Riksförbundet Kristen Fostran (RKF) är ett kristet lärarförbund som bildades 1883 i Uppsala. Från början hette förbundet Svenska Folkskolans Vänner (SFV). En av initiativtagarna var Fredrik Lundgren (1847-1915) och han blev sammankallande i den kommitté som skulle utarbeta förslag till stadgar, samt förbereda för lokala föreningar - nybildade samt redan etablerade - att sammanföras i en gemensam organisation - Svenska Folkskolans Vänner. Detta var i en tid då den kristna trons ställning i skolan - samt kyrkans inflytande i skola och samhälle - ifrågasattes. Utifrån denna bakgrund kan man förstå föreningens första stadga:
§ 1.1 ”Innerligt öfvertygade derom, att sann folkbildning är oupplösligt och oskiljaktigt förbunden med lefvande kristendom, vilja vi med alla till buds stående lagliga medel verka derför, att denna i folkskolan må komma till och hållas vid sin fulla rätt och sin rätta bibliska fullhet.”
§ 1.2 ”Föreningen skall på samma gång utgöra ett broderligt samband mellan alla, som vilja på denna grundval arbeta för folkskolans och folkbildningens främjande eller med andra ord verka derför, att kristendomen måtte genomtränga både undervisning och uppfostran samt blifva skolans, hemmets och hela samhällets lif.”
Föreningens första ordförande blev Waldemar Rudin, från 1885 till 1921. Fredrik Lundgren blev vice ordförande, samt grundade 1885 tidningen Folkskolans vän - som idag heter Kristen Fostran - och var dess förste redaktör och ansvarige utgivare.
Svenska Folkskolans Vänner bildades av kristna präglade av väckelsefromheten och föreningen har alltid varit ekumenisk. År 1971 ändrades namnet till Riksförbundet Kristen Fostran, RKF. Vid denna tid var det omkring 4000 medlemmar och 29 lokalavdelningar. Idag finns inga lokalavdelningar kvar.
År 2009 bildade RKF nätverket Eunike för stöd till kristna föräldrar. Initiativtagare var Carl-Henrik Karlsson som också blev dess förste verksamhetsledare. Carl-Henrik Karlsson är sedan 2017 ordförande i RKF.

## Ordförande
1883-1884 Rektor Fredrik Lundgren
1885-1921 Professor Waldemar Rudin
1921, 1929 Överlärare Axel Blomqvist
1922-1928 Professor Adolf Kolmodin
1930-1944 Rektor Holger Bergwall
1945-1950 Professor Dick Helander
1951 Folkskolinspektör Stellan Orrgård
1952-1961 Professor och biskop Bengt Sundkler
1961-1963 Överlärare Gunnar Svensson (vice ordförande, men i funktion under vakans)
1963-1965 Lektor, VDM Harry Sandahl
1965-1985 Lektor, VDM Sven Enlund
1985-1987 Kyrkoherde, Arne Lindgren
1987-1995 Teologie doktor, domprost, Nils Andersson
1995-2007  Speciallärare Ruth Ahlström
2007-2011  Distriktssköterska Birgitta Persson
2011-2017 Företagare och teolog, Alf Lennquist
2017- Fil.mag., Carl-Henrik Karlsson

## Verksamhetsledare, Eunike
2009-2014 Fil.mag., Carl-Henrik Karlsson
2015- Petra Pettersson